# 第一街道
第一街道，是中华人民共和国内蒙古自治区呼伦贝尔市扎赉诺尔区下辖的一个乡镇级行政单位。

## 行政区划
第一街道下辖以下地区：
新开街社区、友谊社区和联营社区。